# Коркоран (Калифорнија)
Коркоран (енгл. Corcoran) град је у америчкој савезној држави Калифорнија. По попису становништва из 2010. у њему је живело 24.813 становника.

## Демографија
Према попису становништва из 2010. у граду је живело 24.813 становника, што је 10.355 (71,6%) становника више него 2000. године.
| Група             | 2000.         | 2010.          |
| Белци             | 3.479 (24,1%) | 4.818 (19,4%)  |
| Афроамериканци    | 2.054 (14,2%) | 3.725 (15,0%)  |
| Азијати           | 103 (0,7%)    | 193 (0,8%)     |
| Хиспаноамериканци | 8.618 (59,6%) | 15.545 (62,6%) |
| Укупно            | 14.458        | 24.813         |